# Xenandra nigrivenata
Xenandra nigrivenata är en fjärilsart som beskrevs av William Schaus 1913. Xenandra nigrivenata ingår i släktet Xenandra och familjen Riodinidae. Inga underarter finns listade i Catalogue of Life.